# Glaucina puellaria
Glaucina puellaria är en fjärilsart som beskrevs av Dyar 1907. Glaucina puellaria ingår i släktet Glaucina och familjen mätare. Inga underarter finns listade i Catalogue of Life.